# 鳴門市鳴門西小学校
鳴門市鳴門西小学校（なるとし なるとにししょうがっこう）は、徳島県鳴門市鳴門町高島にある公立小学校。

## 沿革
- 1874年 - 高島小学校を創設。
- 1886年 - 高島尋常小学校と改称。
- 1898年 - 鳴門尋常高等小学校と改称。
- 1941年 - 鳴門西国民学校と改称。
- 1947年 - 鳴門西小学校と改称。

## 校歌
- 作詞：貴司山治 / 作曲：紙恭輔

## 出身者
- 土居一洋 （環境運動家）

## 通学区域が隣接している学校
すべて、海を挟んで隣接。
- 鳴門市里浦小学校
- 鳴門市林崎小学校
- 鳴門市桑島小学校
- 鳴門市黒崎小学校
- 鳴門市明神小学校
- （兵庫県）南あわじ市立辰美小学校
- （兵庫県）南あわじ市立福良小学校